# Спенглер, Бруно
Бру́но Спе́нглер (фр. Bruno Spengler; род. 23 августа 1983, Шильтигхейм) — канадский автогонщик французского происхождения.
Гоночную карьеру он начал в 1993 году в картинге. В 2000 выиграл году французский чемпионат Elite. В следующем году он переместился в гонки машин с открытыми колесами, выступая во Французской Формуле Рено 2.0 и в Еврокубке Рено 2.0. В 2002 году выступая за Jenzer Motorsport он стал вторым в Немецкой Формуле Рено 2.0 выиграв три гонки, продолжая так же участвовать в Еврокубке за ту же команду. Следующие два года Спенглер провёл в Евросерии Ф3, сначала за ASM, а затем за Mucke Motorsport, но больших успехов не добился — 10-е и 11-е места соответственно, без единой победы, и всего с 4 подиумами за 2 года.
Не добившись успеха в Евросерии, Бруно перешёл в ДТМ, в Persson Motorsport, с Жаном Алези, но на прошлогодней машине. Показав 15-й результат, он впечатлил боссов Мерседеса достаточно, чтоб ему дали новый автомобиль (лишив тем самым такой возможности Жана Алези) в заводской HWA. И Бруно сразу же начал показывать результаты, закончив сезон на 2-м месте после напарника Бернда Шнайдера, но одержав, как и Шнайдер, 4 победы, завоевав 2 поул-позиции, показав 4 быстрейших круга и 5 раз поднявшись на подиум. Следующий, 2007 год, он начал уже лидером Мерседеса, но вновь закончил его на 2-м месте, завоевав по ходу сезона одну победу и 4 раза поднявшись на подиум.
В 2012 году вместе с командой BMW Бруно выиграл чемпионский титул DTM, победив в заключительной гонке сезона в Хоккенхайме.